# Kvenland

Eine inoffizielle Flagge Kvenlands wurde 2013 anlässlich eines regionalen „Tags der Kvenen“ auf dem Rathaus im nordschwedischen Kiruna gehisst

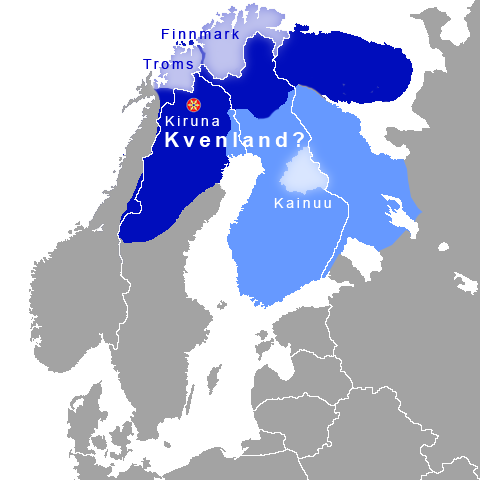
Kiruna, die Finnmarken, Kainuu und das gesamte von Samen (dunkelblau) bzw. Finnen (hellblau) bewohnte Gebiet

Der Volksname Kvenen (Kvener, Kväner) bzw. das Land der Kvenen (Kvenland, aber auch Kvänland, Qvaenland, Quænland, Kvernland, Kvennaland, Quinneland, Quernland, Quenlandt, Quendland, Quindlannd) wurde in mittelalterlichen Überlieferungen oft synonym für Finnen bzw. Finnland verwendet.
Die Bezeichnungen Kvenen und Kvenland wurden allerdings sowohl für bestimmte finnische Stämme und Regionen als auch für alle finnischen und samischen Stämme bzw. das gesamte von ihnen bewohnte Gebiet Fennoskandinaviens verwendet – gelegentlich aber auch zur Unterscheidung vom „Eigentlichen Finnland“.
Das in angelsächsischen (altenglischen) bzw. nordgermanischen (altnorwegischen) Sagen überlieferte Kvenland soll irgendwo zwischen dem Bottnischen Meerbusen und (dem ebenfalls nur vage lokalisierten) Bjarmaland gelegen haben.
Im 16. Jahrhundert lokalisierte Olaus Magnus in seiner Carta Marina Berkara Qvenar südlich der nordnorwegischen Finnmarken. Spätere Theorien identifizierten die mittelostfinnische Region Kainuu mit Kvenland. Kainuus Nachbarprovinz Savo ist eines jener finnischen Herkunftsgebiete, aus denen zwischen dem 16. und 20. Jahrhundert die sogenannten „Waldfinnen“ nach Norwegen ausgewandert sind. Heute wird der Name Kvenen nur noch auf eine kleine Untergruppe (vielleicht aus Kainuu stammender) finnischer Auswanderer angewandt, die sich als ethnische Minderheit in Nordnorwegen (Provinz Finnmark und Nachbarprovinz Troms) niedergelassen hat – was Olaus Magnus’ Lokalisierung nahekommt. Ihr Dialekt hat sich zur kvenischen Sprache entwickelt.